# Jaan Kirsipuu
Jaan Kirsipuu (Tartu, 17 de julho de 1969) é um ciclista de estrada estoniano. Atualmente ele vive na França, e é um dos melhores atletas estonianos; 9 vezes Campeão Nacional CRI. Apesar disso ele é conhecido pela inefável marca de ser o único a abandonar por 13 vezes consecutivas uma etapa da Volta da França. Apesar disso, ele é um excelente ciclista, vencendo várias etapas da prova, e vestiu a camiseta amarela de líder por 6 dias em 1999. Kirsipuu se retirou das corridas no fim da temporada de 2006.